# Simulium metallicum
Simulium metallicum es una especie de insecto del género Simulium, familia Simuliidae, orden Diptera.
Fue descrita científicamente por Bellardi, 1859.